# Salem (Utah)
Salem je město v okresu Utah County ve státě Utah ve Spojených státech amerických. K roku 2010 zde žilo 6 423 obyvatel. S celkovou rozlohou 26,4 km² byla hustota zalidnění 240 obyvatel na km². Leží necelých 5 mil od města Spanish Fork a asi 3 míle od města Payson.
Nachází se zde Dream Mine a Salem Pond.